# Fontain
Fontain – miejscowość i gmina we Francji, w regionie Burgundia-Franche-Comté, w departamencie Doubs. W 2013 roku populacja ówczesnej gminy wynosiła 1009 mieszkańców. 
Dnia 1 stycznia 2019 roku połączono dwie wcześniejsze gminy: Arguel oraz Fontain. Siedzibą gminy została miejscowość Fontain, a nowa gmina przyjęła jej nazwę. 